# Machimus pastshenkoae
Machimus pastshenkoae är en tvåvingeart som först beskrevs av Pavel Lehr 1976.  Machimus pastshenkoae ingår i släktet Machimus och familjen rovflugor. Inga underarter finns listade i Catalogue of Life.